# Кутрумбис, Йоргос
Йо́ргос Кутрумби́с (греч. Γιώργος Κουτρουμπής; род. 2 октября 1991 или 10 февраля 1991, Афины) — греческий футболист, опорный полузащитник клуба «ОФИ».

## Клубная карьера
Кутрумбис начала профессиональную карьеру в клубе «Калитея». В матче против «Доксы» он дебютировал в греческой футбольной лиге. Летом 2012 года Йоргос перешёл в столичный АЕК. 25 августа года в матче против «Астераса» он дебютировал в греческой Суперлиге. 5 января 2013 года в поединке против «Астераса» Кутрубис забил свой первый гол за АЕК.
Летом того же года Йоргос перешёл в «Панатинаикос». 18 августа в матче против «Панаитоликоса» он дебютировал за новую команду. 26 октября в поединке против «Эрготелиса» Кутрубис забил свой первый гол за «Панатинаикос». В 2014 году Йоргос помог клубу завоевать Кубок Греции.
В начале 2018 года Йоргос перешёл в льежский «Стандард». 11 февраля в матче против «Мускрон-Перювельз» он дебютировал в Жюпиле лиге.

## Достижения
«Панатинаикос»
- Обладатель Кубка Греции — 2013/2014